# Jüdische Gemeinde Stolberg (Rheinland)
Die jüdische Gemeinde Stolberg bestand bis 1933. Während der NS-Zeit wurden Juden in Deutschland zunächst systematisch diffamiert, drangsaliert, entrechtet, zur Auswanderung genötigt und zum Verkauf ihres Eigentums weit unter Wert genötigt (Arisierung). Im November 1938 wurden über 1400 Synagogen, Betstuben und sonstige Versammlungsräume sowie tausende Geschäfte, Wohnungen und jüdische Friedhöfe zerstört; ungefähr 30.000 Juden wurden in Konzentrationslagern inhaftiert.
Das Gemeindeleben kam in der NS-Zeit zum Erliegen. Das sichtbarste Zeugnis jüdischen Lebens im heutigen Stadtgebiet ist der jüdische Friedhof am Trockenen Weiher.

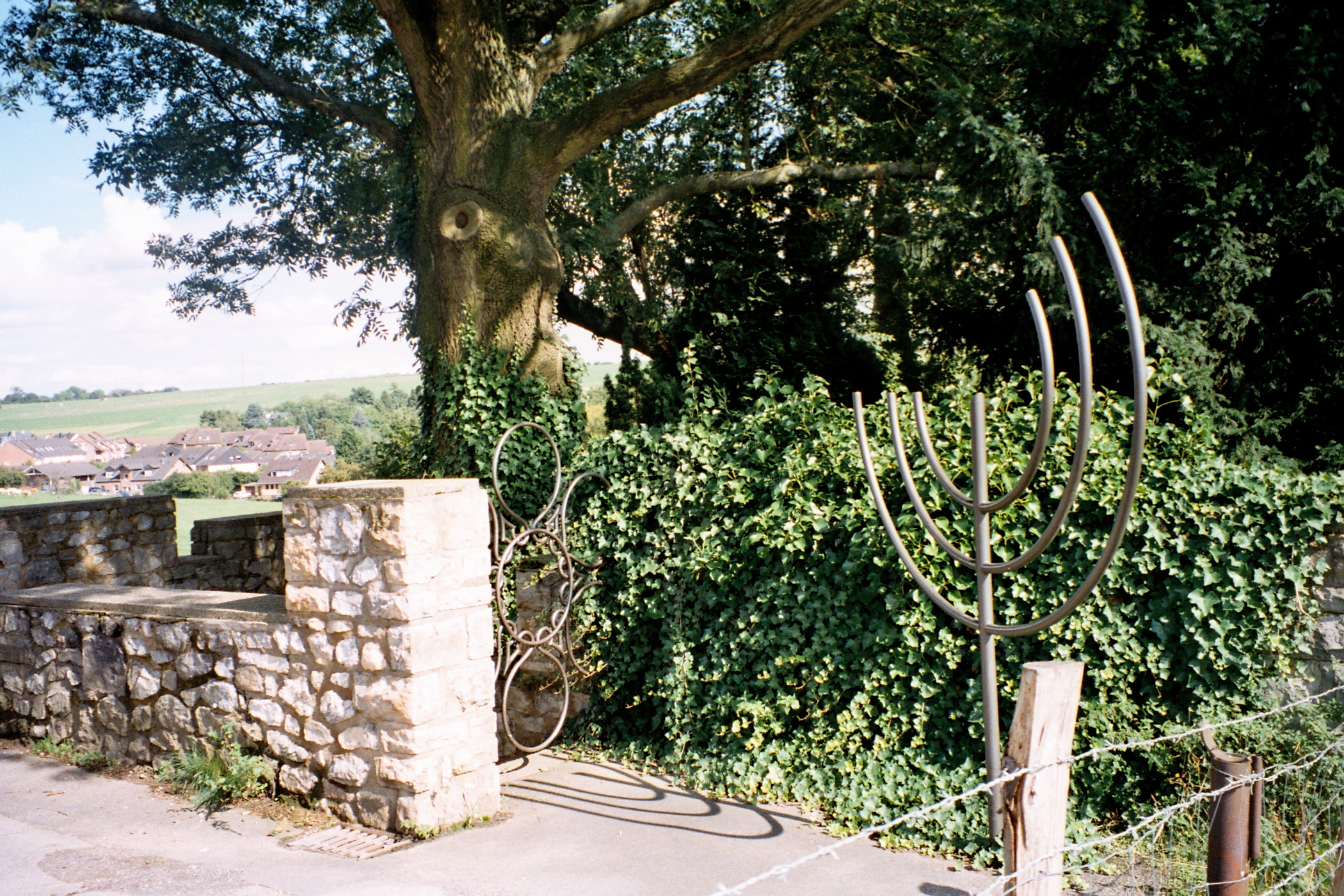
Jüdischer Friedhof am Turmblick in Stolberg (Rhld.)

## Überblick über die Entwicklung der jüdischen Bevölkerung
- 1808: 25 Personen (7 Männer, 6 Frauen, 5 Mädchen, 7 Jungen)[1]
- 1824: 12 Personen (8 Männer, 4 Frauen)
- 1850: 6 Personen
- 1890: 54 Personen (28 Männer, 26 Frauen)
- 1900: 86 Personen (48 Männer, 38 Frauen)
- 1905: 57 Personen (28 Männer, 29 Frauen)
- 1933: 76 Personen

## Wachstum zu einer Gemeinde
Erst im Laufe des 19. Jahrhunderts kamen langsam Juden nach Stolberg, manche als Verwaltungsangestellte der expandierenden Industrie. Doch mieden sie als Wohnsitz lieber den Ort wegen der Umweltbelastung durch die Kupferhöfe. Daneben ließen sich auch Juden als Einzelhändler in Stolberg nieder, manche von ihnen als Metzger. Nach Verhandlungen mit der katholischen Pfarre St. Lucia konnte 1860 am Trockenen Weiher („Im Turmblick“) ein jüdischer Friedhof angelegt werden. Ein Betsaal wurde hinter dem Steinweg 78 eingerichtet (heute stehen hier Garagen). Nach dem Ersten Weltkrieg kamen auch verfolgte Ostjuden nach Stolberg.

## Verfolgung, Flucht und Deportation

Gedenkstein in Yad Vashem erloschene Gemeinden im Rheinland

Bereits 1925 wurde der jüdische Friedhof am Trockenen Weiher geschändet. Der Stadtrat ließ daraufhin die Mauern erhöhen.
Auch in Stolberg versuchte die SA für die Einhaltung des Judenboykotts am 1. April 1933 zu sorgen. Schikanen und Demütigungen trieben in der Folgezeit die meisten jüdischen Einwohner, wie den bekannten Textilhändler Berthold Wolff, in die Emigration, wobei sie ihren Besitz meist weit unter Wert verkaufen mussten, um die Ausreisepapiere bezahlen zu können. In der Reichspogromnacht am 9. November 1938 verwüsteten SA und SS, die sich am Alten Markt gesammelt hatten, die beiden verbliebenen jüdischen Geschäfte in Stolberg (die Schuhgeschäfte von Bernhard Wächter und von Sigmund Zinader). Juden wurde in der Folge durch eine städtische Anordnung der Besuch von Stadtbad und Stadtbücherei und die Benutzung öffentlicher Parkbänke untersagt. Der Betsaal hinter dem Haus im Steinweg 78 wurde Anfang 1939 aufgelöst (mangels Bedarf, wie man amtlicherseits argumentierte). Die jüdische Gemeinde in Stolberg löste sich durch Flucht und Verfolgung vollständig auf.
Zwei nichtjüdische Männer retteten ihren jüdischen Frauen das Leben, weil sie sich nicht scheiden ließen (Hubert Faber, verheiratet mit Amalia Faber, geb. Breuer, starb am 24. September 1959, und Bock, verheiratet mit Else Bock, geb. Randerath). Nach dem Entzug der Lebensmittelkarten 1942 wurden sie von Stolbergern wie Ludwig Lude mitversorgt. Nachweislich sind in der Zeit des Nationalsozialismus mindestens 19 Stolberger Juden ermordet worden oder im Umfeld der Vernichtungslager im Osten verschollen.
Im November 1941 errichtete die Gestapo auf dem Gelände der Kali Chemie AG an der Rhenaniastraße ein Lager für 121 jüdische Zwangsarbeiter, die bis Juni 1942 in den benachbarten Fabriken täglich 12 Stunden Zwangsarbeit verrichten mussten und Schikanen der Aufseher ausgesetzt waren.
Kurze Zeit bestand im Sommer 1942 ein Durchgangslager in RAD-Baracken in Mausbach, in dem ca. 300 Juden unter unmenschlichen Bedingungen vor ihrer Deportation festgehalten wurden.

## Gedenken
Vor dem ehemaligen Betsaal der jüdischen Gemeinde im Steinweg aus Anlass der 50-jährigen Wiederkehr der Novemberpogrome von 1938 eine Gedenktafel in den Boden eingelassen. Eine Grünfläche an der Rhenaniastraße wurde zum Andenken an den namensgleichen jüdischen Textilhändler in Berthold-Wolff-Park umbenannt.
An der Ecke Rhenaniastraße/Münsterbachstraße wurde im Berthold-Wolff-Park ein Gedenkstein mit einem Davidstern eingeweiht, welcher des Lagers an der Rhenaniastraße gedenkt und besonders die jüdischen Zwangsarbeiter erwähnt.
Auf dem Gelände des ehemaligen Zinkhütter Hofs wurde am 20. Januar 2001 ein Denkmal in Form eines aus Stacheldraht geschmiedeten Hakenkreuzes eingeweiht, das der Opfer des Nationalsozialismus gedenkt. Es wurde auf Initiative des ehemaligen SPD-Ratsherrn Matthias Breuer vom Kunstschmied Matthias Peters geschmiedet und durch Spenden von Privatleuten und Unternehmen finanziert. In der Zeit seiner Einweihung war die Verwendung eines Hakenkreuzes als Zeichen der Täter überregional umstritten. So reiste Paul Spiegel aus diesem Anlass nach Stolberg und traf sich mit dem damaligen Bürgermeister Siebertz (CDU). Der Zweck des Gedenkens wurde durch eine Inschriftentafel präzisiert.

## Jüdische Friedhöfe
Der jüdische Friedhof Am Bayerhaus gehört heute zur Stadt Aachen, Ortsteil Eilendorf.

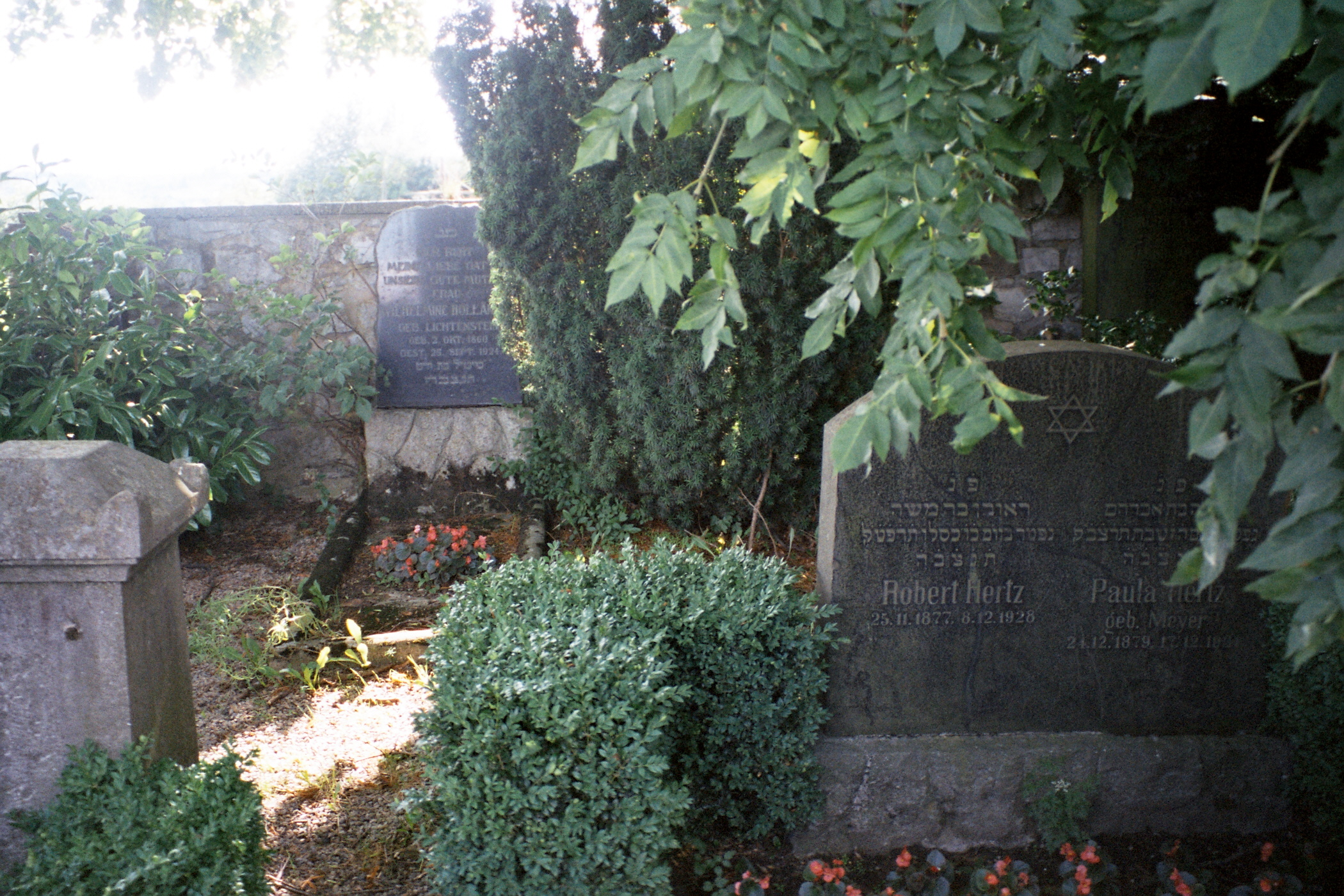
Gräber auf dem jüdischen Friedhof „Im Turmblick“

Das sichtbarste Zeugnis (früheren) jüdischen Lebens im heutigen Stadtgebiet ist der jüdische Friedhof am Trockenen Weiher mit Gräbern aus dem 19. und 20. Jahrhundert teils mit hebräischen Grabinschriften. Vor ihm steht eine Menora. Hier sind die Gräber von Berthold Wolff (1949) und Amalia Faber, geb. Breuer, (gestorben am 24. September 1959). Sie war die letzte Bestattung auf dem jüdischen Friedhof „Trockener Weiher“.
Bereits im 17. Jahrhundert lebten Juden in Stolberg, die ihre Verstorbenen auf einem besonderen Teil des katholischen Friedhofes neben der Burgkapelle beerdigen konnten. Dieser jüdische Friedhofsteil war auf drei Seiten zum katholischen Teil hin durch eine Mauer abgetrennt. Die vierte Seite grenzte an einen Fußweg. Im Jahre 1852 – nach 200 Jahren des friedlichen Nebeneinanders – beabsichtigte die katholische Pfarrgemeinde St. Luzia eine Erweiterung ihres Friedhofes und beantragte bei der Stadtverwaltung Stolberg die Schließung des jüdischen Friedhofes. Nach einer Übergangszeit sollte dieses Grundstück dem katholischen Friedhof einverleibt werden. Der jüdischen Gemeinde, die zu dieser Zeit aus 17 Personen bestand, wurde im Tausch ein gleich großes Grundstück auf dem „Trockenen Weiher“ angeboten, um dort einen Friedhof anzulegen. Nach langen Verhandlungen stimmte 1859 die Mehrheit der jüdischen Gemeinde dem Grundstückstausch zu. Nach Zustimmung der kirchlichen Behörde und der Königlichen Regierung wurde 1860 der neue jüdische Friedhof angelegt. Das Friedhofsgelände wurde auf Kosten der Pfarre St. Luzia eingerichtet und mit einer Hecke versehen. Ob Umbettungen von Verstorbenen oder Umsetzung von Grabsteinen stattgefunden haben, ist nicht bekannt.

## Jüdisches Leben heute
Verlässliche Zahlen über jüdische Bevölkerung im heutigen Stolberg liegen nicht vor. Die nächste Synagoge ist in Aachen.